# گوکچه‌لی (بایبورد)
گوکچه‌لی (به ترکی استانبولی: Gökçeli) (به کردی: Gokcelî) یک منطقهٔ مسکونی در ترکیه است که در بایبورد واقع شده‌است. گوکچه‌لی ۶۴ نفر جمعیت دارد.